# مطار كونجونهاس الدولي
مطار كونجونهاس الدولي (بالبرتغالية: Aeroporto de Congonhas/São Paulo) (إياتا: SBSP، إيكاو: CGH) مطار دولي في مدينة ساو باولو حاضرة ولاية ساو باولو كبرى مدن البرازيل وكذلك كبرى نصف الكرة الأرضية الجنوبي والسابعة بين كبرى مدن العالم من حيث عدد السكان، ومطار كونجونهاس هو ثاني كبرى مطارات ساو باولو بعد مطار غواروليوس الدولي، افتتح رسميا سنة 1936ويخدم ساو باولو وما جاورها ويقع بالتحديد على بعد 8 اميال من جادة واشنطن لويس.

## شركات الطيران والوجهات
| شركـات طيـران          | الوجهات |
| ---------------------- | --- |
| أزول البرازيل          | Aracaju (تبدأ في 2 يوليو 2023)، Belo Horizonte–Confins ‏، مطار برازيليا الدولي، Curitiba، Porto Alegre، Recife، Rio de Janeiro–Santos Dumont ‏، Salvador da Bahia ‏، Una-Comandatuba موسمي: Maceió، Porto Seguro ‏ |
| Azul Conecta           | Jundiaí، Rio de Janeiro–Jacarepaguá ‏ |
| Gol Transportes Aéreos | Aracaju، Araçatuba (تستأنف 3 يوليو 2023)، Belo Horizonte–Confins ‏، Bonito، مطار برازيليا الدولي، Campo Grande ‏، Caxias do Sul ‏، Curitiba، Florianópolis، Fortaleza، Foz do Iguaçu، Goiânia، Juiz de Fora ‏، Maceió، Maringá، Natal، Navegantes، Porto Alegre، Porto Seguro ‏، Presidente Prudente ‏، Recife، Ribeirão Preto ‏، Rio de Janeiro–Santos Dumont ‏، Salvador da Bahia ‏، São José do Rio Preto ‏، Uberaba (تستأنف 6 يوليو 2023)، Uberlândia، Vitória |
| لاتام البرازيل         | Belo Horizonte–Confins ‏، مطار برازيليا الدولي، Campo Grande ‏، Cuiabá، Curitiba، Florianópolis، Fortaleza، Foz do Iguaçu، Goiânia، Ilhéus، Londrina، Maceió، Natal، Navegantes، Porto Alegre، Porto Seguro ‏، Recife، Rio de Janeiro–Santos Dumont ‏، Salvador da Bahia ‏، São José do Rio Preto ‏، Uberlândia، Una-Comandatuba، Vitória |
| Voepass Linhas Aéreas  | Ipatinga، Jaguaruna، Joinville، Montes Claros ‏، Presidente Prudente ‏، Ribeirão Preto ‏ |